# 上毛電氣鐵道800型電聯車
上毛電氣鐵道800型電聯車（日语：／ Jōmō Denki Tetsudō 800-gata densha）是上毛電氣鐵道上毛線使用的通勤型電聯車。800型是上毛電鐵為了汰換車體老舊的上毛電氣鐵道700型電聯車，而向東京地下鐵購入已除役的營團03系電聯車進行改造的新型車輛，並於2024年2月29日開始投入使用。最初本型車只在中央前橋站至大胡站間的路段進行運轉，後於同年的4月2日起改為全線運轉。而上毛電鐵則規劃在三年內分階段引入本型車。
本型車把往西桐生站方向的前頭車輛改裝成電力駕駛拖車，並在靠近中央前橋站方向的無動力車廂配備輔助電源裝置、空氣壓縮機與蓄電池。其中輔助電源裝置、壓縮機與煞車的電阻器皆為全新打造的零件，蓄電池利用原有的車種03系電聯車進行改造，空調統則沿用原有的車種。車廂內配備著乘車證明的發行機與車費的收費箱，並在車門旁安裝開關的按鈕。而車頭與車尾的下半部皆塗上紫色的條紋，車體側面則為綠色與紅色的條紋。